# Norderoogsand
Norderoogsand es una nueva isla, surgida entre 2003 y 2013, localizada en el Mar del Norte a 16 km del estado alemán de Schleswig-Holstein y forma parte de los Parques nacionales del mar de Frisia.
El origen de esta isla se debe a la formación de bancos de arena en el Mar del Norte, los cuales en un lapso de diez años, han resistido a tormentas invernales y se han constituido como una sola isla. Sumado a esto, la excelente ubicación también ha hecho posible la formación de la isla ya que es una zona de poco oleaje y de islas, las cuales la protegen del acción del mar.
A pesar de su juventud esta isla con forma de herradura posee una flora de 50 especies distintas, además de ser un excelente lugar para el predicamento de gaviotas, arenques u ostras.
- Datos: Q20631
- Multimedia: Norderoogsand / Q20631